# Michał Zabiełło
Michał Zabiełło herbu Topór (1760–1815) – Wielki Łowczy Dworu Króla Jegomości w Warszawie w 1811 roku, generał lejtnant armii Wielkiego Księstwa Litewskiego, członek Sztabu Generalnego Wojska Wielkiego Księstwa Litewskiego w 1792 roku, poseł inflancki na Sejm Czteroletni w 1788 roku, uczestnik wojny polsko-rosyjskiej w 1792. 

## Bigrafia
Syn Antoniego i Zofii z Niemirowiczów-Szczyttów, córki kasztelana mścisławskiego Józefa. Brat Szymona i Józefa.
Służył w armii francuskiej, na apel Stanisława Augusta w 1789 przeszedł do Wojska Litewskiego.
Hulaszcze życie paryskie zniszczyło mu zdrowie i fortunę. Głównie dzięki koneksjom, protekcji, doskonałej aparycji i wyrobieniu towarzyskiemu w 1789 r. został generałem-majorem, zaś w 1790 r. generałem-lejtnantem. 
Wybrany członkiem wyłonionej w 1788 roku przez Sejm Czteroletni Deputacji Interesów Zagranicznych. Jako poseł na Sejm Czteroletni reprezentował kierunek reform politycznych i społecznych i zdobył dużą popularność. 2 maja 1791 roku podpisał asekurację, w której zobowiązał się do popierania projektu Ustawy Rządowej. Był członkiem Zgromadzenia Przyjaciół Konstytucji Rządowej. 3 maja 1791 jako poseł wezwał do przyjęcia konstytucji, co przypadkowo stało się bezpośrednim powodem jej przyjęcia. 
W latach 1790–1792 dowodził 2 Dywizją Litewską. Okazywał dobre chęci i patriotyzm, gubił się jednak w trudniejszych sytuacjach. Jednak w trakcie wojny 1792 r. został wodzem naczelnym wojsk litewskich. 23 czerwca 1792, po odwołaniu Józefa Judyckiego, został mianowany dowódcą 1 Dywizji Litewskiej. Usiłował naprawić błędy swojego poprzednika, poniósł jednak klęskę i po złożeniu dymisji z funkcji wyjechał do Wiednia, gdzie na hulankach stracił zdrowie i majątek. Po wybuchu insurekcji 1794 został osadzony w twierdzy Josephstadt. Uwolniony w 1795 mieszkał pod nadzorem policyjnym w Pradze. W 1812 roku przystąpił do Konfederacji Generalnej Królestwa Polskiego.
Zmarł w nędzy w Cieplicach w Czechach. Był koneserem i kolekcjonerem sztuki.
Był członkiem loży wolnomularskiej Cnotliwy Sarmata.